# Akkoord van Washington

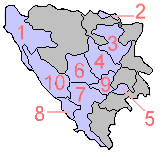
Kantons van de Federatie van Bosnië en Herzegovina

Het Akkoord van Washington is een vredesverdrag dat tot stand kwam tussen Bosniakken en Kroaten in Bosnië en Herzegovina. Het verdrag werd ondertekend in Washington en Wenen in 1 maart 1994.
Het verdrag werd ondertekend door de Bosnische premier Haris Silajdžić, de Kroatische minister van buitenlandse zaken Mate Granić en de president van de Kroatische Republiek Herceg-Bosna, Krešimir Zubak.
Het verdrag regelde dat het gehele territorium werd onderverdeeld in tien autonome kantons die samen de Federatie van Bosnië en Herzegovina vormden. Door de vorming van kantons moest de dominantie van bepaalde etnische groepen over een andere groep worden voorkomen.
De Federatie bestond uit de volgende tien kantons (lokaal: kanton of županija):
1. Una-Sana (Unsko-Sanski Kanton)
2. Posavina (Posavski Kanton)
3. Tuzla (Tuzlanski Kanton)
4. Zenica-Doboj (Zeničko-Dobojski Kanton)
5. Bosnisch Podrinje (Bosanskopodrinjski Kanton)
6. Centraal-Bosnië (Srednjebosanski Kanton of Županija Središnja Bosna)
7. Herzegovina-Neretva (Hercegovačko-neretvanski Kanton of Hercegovačko-neretvanska Županija)
8. West-Herzegovina (Zapadnohercegovačka Županija)
9. Kanton Sarajevo (Kanton Sarajevo)
10. West-Bosnië of "Kanton 10", (Zapadnobosanska / Hercegbosanska Županija)